# لنگوو
لنگوو (به لاتین: Leniewo) یک روستا در لهستان است که در گمینا چژه واقع شده‌است. لنگوو ۸۳ نفر جمعیت دارد.